# Солигаличская крепость
Солига́личская кре́пость — дерево-земляная крепость Солигалича, построенная при Василии III для защиты от набегов казанских татар. Начало строительства датируется 1510 годом. Крепость была расположена на противоположеном от посада левом берегу реки Кострома и соединялась с ним мостом. Строили её посадские люди в порядке общественной повинности при участии крестьян окрестных деревень. В 1532 году крепость выдержала трёхдневную осаду со стороны 14-тысячного войска казанских татар и черемисов. Чудесное избавление было приписано преподобному Макарию Желтоводскому, в честь которого остатки крепости до наших дней называются Макарьевским валом. В Смутное время Солигаличская крепость была сожжена отрядами польско-литовских интервентов, затем в 1614—1620 годах вновь отстроена.
До нашего времени сохранились земляные валы и рвы крепости, построенные в соответствии с требованиями военно-инженерного искусства XVI века. Крепость имеет в плане форму квадрата, периметр ее составляет около 405 метров. Высота валов достигает 4 м, изначально достигала 8 м. С трёх сторон (северная, восточная и южная) перед валами был ров, современная глубина которого достигает 4 м. В нём находилась специально отведённая протока Костромы. С западной стороны вал примыкал к береговому откосу и основному руслу реки. Письменные источники сообщают, что по валу была построена деревянная стена с восемью башнями, две из которых имели ворота и были проездными. Основанием стены служили срубы шириной около 2 м из сосновых брёвен, заполненные землёй. В срубы вкапывались вплотную одно к другому заострённые брёвна.
Согласно Писцовой книге 1628 года, в крепости находились Успенская и Рождественская церкви. Известны имена некоторых башен: Тайницкая, Наугольная, Левенская. Крепость имела как минимум двое ворот — Спасские и Дмитровские.
Территория крепости в настоящее время частично застроена.